# Оськино (Ульяновская область)
О́ськино — село в Инзенском районе Ульяновской области. Административный центр Оськинского сельского поселения.
Расположено на левом берегу Инзы вблизи западной окраины города Инза.

## История
Предания гласят, что село основано в 1671 году. Первым поселенцем Оськино считают Оську. Его именем и было названо село.
До начала XX века относилось к Городищенскому уезду Пензенской губернии. Через село Оськино проходил тракт Городищи — Симбирск.
В 1906 году в селе была открыта трёхклассная земская школа. 
Строительство храма в с. Оськино началось в 1909 году по желанию местных жителей. Строили храм 3 года. 13 июня 1912 года храм был торжественно освящен архиепископом Пензенским Владимиром (Путята).                                                                                                                                                                                                                                                          
В 1931 году была создана сельскохозяйственная артель «Од ерямо» («Новая жизнь»).
В 1932 году храм в с. Оськино был закрыт. Но вскоре Никольский храм открыли вновь. С конца сороковых и вплоть до девяностых годов XX века этот храм был одним из немногих действующих в Ульяновской и Пензенской областях, а также в Мордовии.
В 1935 году через речку Инза был построен деревянный мост длиною 105 метров.
В 1936 году был открыт первый сельский клуб.
В годы Великой Отечественной войны более 300 оськинцев ушли на фронт, защищать Родину от врага, 237 воинов не вернулись домой.
В 1953 году в центре села был построен большой магазин.
В 1957 году Оськино стало отделением Панциревского совхоза.  
в 1959 году был построен новый клуб. В это же здание была перенесена сельская библиотека.
В 1959 году село было электрифицировано.
В 1965 году построили новый медпункт.
Особенно бурное строительство развернулось в начале семидесятых годов.
В 1971 году построен новый кирпичный сельсовет.
В 1972 году построена новая двухэтажная школа.
В 1973 году построен новый железобетонный мост через реку Инза.
В 1993 году, благодаря настойчивости настоятеля храма о. Николая Шитова, комплекс Свято-Никольской церкви с. Оськино, включающий в себя сам храм и часовню во имя Святого благоверного князя Александра Невского, был признан памятником культового зодчества Ульяновской области.

## Население
| 2010 |
| ---- |
| 1457 |

Население в селе преимущественно мордовское.

## Достопримечательности
- Памятник «Скорбящий воин» сооружён в 1974 году[3].
- Храм Николая Чудотворца (Оськино) [5][6][7][8][9][10][11] и Часовня во имя Святого благоверного князя Александра Невского составляют единый Ансамбль Свято-Никольского храма[12][13][14][15][16][17][18][19].